# Adyrmachiden
Die Adyrmachiden waren laut Herodot ein libyscher Stamm.

## Lage
Das Volk der Adyrmachiden befand sich westlich Ägyptens bis ungefähr Sollum und östlich des Stammes der Giligamer.

## Sitten
Die Adymachiden waren zum größten Teil von Ägypten geprägt. Ihre Kleidung soll aber libyschen Ursprungs sein. Die Frauen sollen lange Haare und an jeder Wade einen Erzring getragen haben.
Laut Herodot wurden dem Häuptling des Stammes, der als Priester die schädlichen Einflüsse abhalten sollte, die heiratsfähigen Jungfrauen zur Defloration vorgeführt – ein Verfahren, das noch im 20. Jahrhundert im Senegal so praktiziert wurde.